# 延壽區

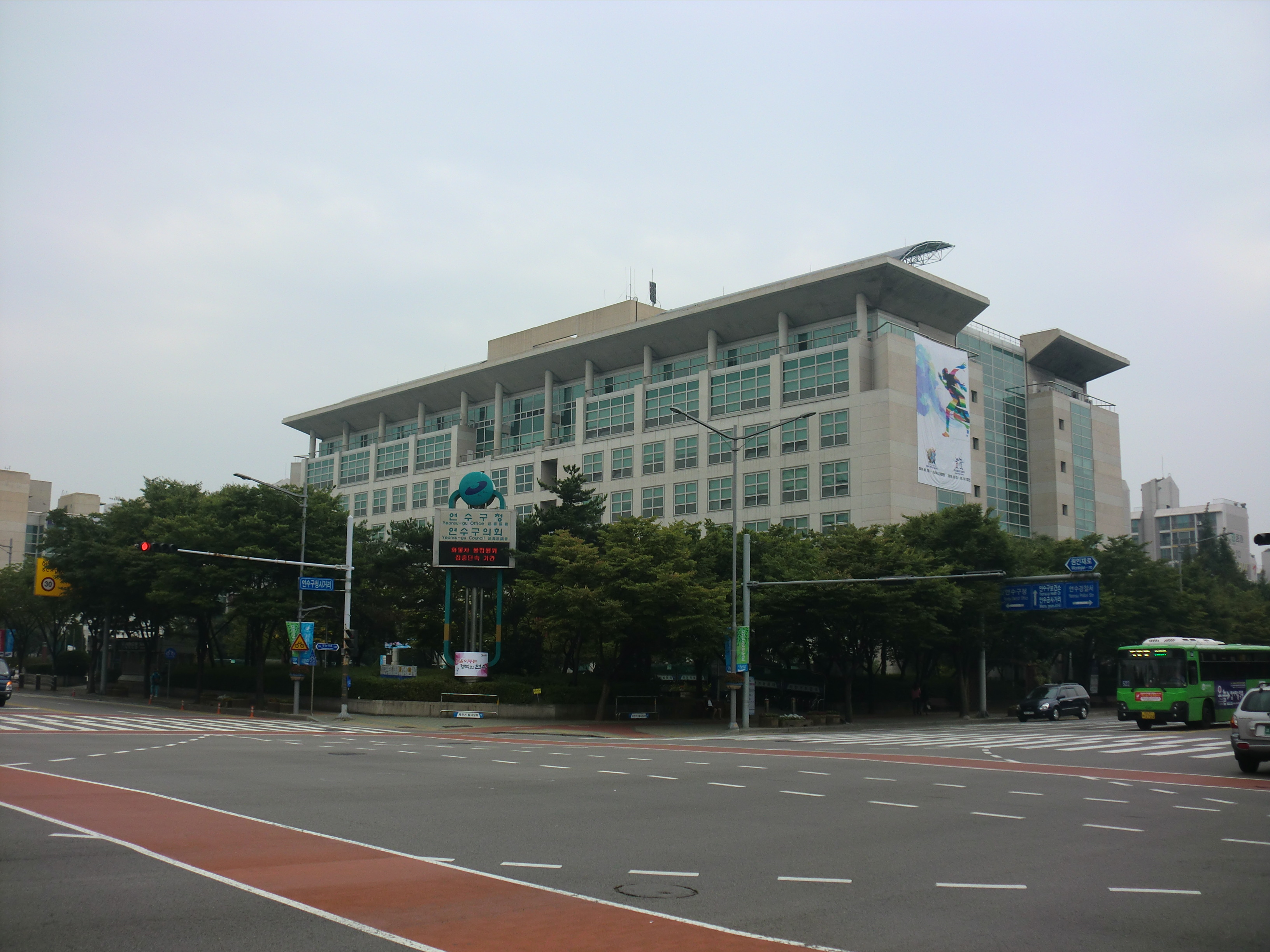
延壽區廳

延壽區（：／ Yeonsu gu */?）是大韓民國仁川廣域市的一個区。现时管有11行政洞、6法定洞，面積合共30.6㎢。人口有271,010人。

## 行政區劃

行政區劃圖

洞（行政洞）
- 玉蓮1～2洞
- 仙鶴洞
- 延寿1～3洞
- 青鶴洞
- 東春1～3洞
- 松島1～2洞

## 交通

### 铁路
仁川交通公社
- ●仁川都市鐵道1號線：

文鶴體育場站 - 仙鶴站 - 新延壽站 - 源仁齋站 - 東春站 - 東幕站 - 大學城站 - 科技公园站 - 知识信息园区站 - 仁川大學站 - 中央公园站 - 国际业务园区站 - 松島月光慶典公園站
韓國鐵道公社
- 水仁線（●首都圈電鐵水仁·盆唐線）：

源仁齋站 - 延壽站 - 松島站

### 公路
- 京仁第二高速公路
  - 延壽分岐點 - 玉蓮交叉路
- 慶源大路（朝鲜语：경원대로）
- 彌鄒忽大路（朝鲜语：미추홀대로）
- 兒岩大路（朝鲜语：아암대로）
- 青陵大路（朝鲜语：청능대로）

## 外部連結
- 官方网站